# Jorge Bosch Bernat
Jorge Bosch Bernat (Palma de Mallorca, 1739-1800) fue un organero español que está considerado uno de los mejores constructores de órganos del siglo XVIII.

## Biografía
Fue hijo del también organero Mateo Bosch. Desarrolló nuevas técnicas constructivas que le permitieron adelantarse a los avances que se produjeron mucho después en otros países europeos. Sus instrumentos están reconocidos entre los mejores del mundo en su época.
Una de sus primeras obras fue el órgano que realizó en 1762 para el monasterio de Santo Domingo en Palma de Mallorca, que posteriormente se trasladó, tras la desamortización, a la Iglesia de San Andrés en Santañí (Mallorca), donde fue de nuevo montado y ha permanecido hasta la actualidad. 
En 1778 construyó el órgano del Palacio Real de Madrid al que incorporó varias innovaciones técnicas, como las dobles arcas de viento y los fuelles con compensación de presión.
Una de sus obras más importantes fue el órgano de la Catedral de Sevilla, realizado entre 1779 y 1793. El derrumbe del cimborrio del templo ocurrido en 1888, destruyó completamente este maravilloso instrumento que fue sustituido algunos años después por el que construyó Aquilino Amezua en 1901 y continua empleándose en la actualidad. Algunos de sus discípulos como, Juan Debono y Francisco Rodríguez construyeron otros instrumentos de gran calidad en Andalucía que aún se conservan, entre ellos el de la iglesia de San Juan Bautista de la localidad de Marchena (Sevilla).